# ラリサ・クルキナ
ラリサ・クルキナ（Larissa Nikolajewna Kurkina、ロシア語: Лариса Николаевна Куркина、1973年12月18日 - ）はソビエト連邦、ブリャンスク州ブリャンスク出身のクロスカントリースキー選手。

## プロフィール
クロスカントリースキー・ワールドカップへのデビューは遅く2003年1月4日、29歳の時だった。このときは5kmフリー52位となった。
2005年ノルディックスキー世界選手権ではパシュート9位、4×5kmリレー銀メダル、個人スプリント20位、30km5位となった。
2006年トリノオリンピックでは10kmで19位、4×5kmリレーでは金メダルを獲得した。